# ديان فينورا
ديان فينورا (بالإنجليزية: Diane Venora)‏ هي ممثلة أمريكية، ولدت في 10 أغسطس 1952 بإيست هارتفورد في الولايات المتحدة.

## أعمال

### أفلام
- (1984) نادي القطن
- (1988) طائر[4]
- (1995) حرارة[5]
- (1996) روميو + جولييت[6][7][8]
- (1997) ابن آوى[9]
- (1999) المحارب الثالث عشر[10]
- (1999) المطلع[11]

## وصلات خارجية
- ديان فينورا على موقع IMDb (الإنجليزية)
- ديان فينورا على موقع ألو سيني (الفرنسية)
- ديان فينورا على موقع أول موفي (الإنجليزية)
- ديان فينورا على موقع قاعدة بيانات برودواي على الإنترنت (الإنجليزية)
- ديان فينورا على موقع قاعدة بيانات الأفلام السويدية (السويدية)
- ديان فينورا على موقع إن إن دي بي (الإنجليزية)
- ديان فينورا على موقع قاعدة بيانات الفيلم (الإنجليزية)
- ديان فينورا على موقع كينوبويسك (الروسية)